# قاعده بازی (فیلم ۱۹۳۹)
قاعده بازی (به فرانسوی: La Règle du jeu) فیلمی فرانسوی است که در سال ۱۹۳۹ توسط ژان رنوآر قبل از شروع جنگ جهانی دوم ساخته شد. داستان فیلم درباره افرادی از قشر مرفه جامعه است که در ویلایی نزدیک آل سایس جمع شده‌اند تا بنا بر عادت همیشگی پایان هفته را به شکار خرگوش و پرنده بپردازند.

## بازیگران
- نورا گرگور در نقش کریستین د لا شُنِی
- پولت دوبوست در نقش لیزت
- مارسل دالیو در نقش روبرو د لا شنی
- ژان رنوآر در نقش اکتاو
- رولند توتن در نقش آندره
- میلا پارلی در نقش ژنه‌ویو
- ژولین کرت در نقش مارسو
- گستون مودو در نقش شوماشر
- آنه ماین در نقش ژاکی